# Nijeveen
Nijeveen to wieś w prowincji Drenthe w Holandii leżąca około 5 kilometrów od miasta Meppel.

## Architektura
Wieś składa się głównie z bardzo podobnych domków szeregowych.

## Demografia
- Populacja (2004) - 2660 mieszkańców